# 배명인
배명인(裵命仁，1932년 11월 8일 ~)은 대한민국의 법조인이다. 1956년 제8회 고등고시 사법과에 합격하여 1982년까지 검사로 근무하였고, 제33대 법무부 장관과 제15대 안기부장을 역임하였다. 본관은 달성.

## 학력
- 진해고등학교
- 서울대학교 법학과
- 연세대학교 경영대학원

## 경력
- 1997년: 불교방송 이사
- 1997~2004년: 동명문화학원 이사장
- 1995년: 대한불교진흥원 이사
- 1989년: 법무법인태평양 명예대표변호사
- 1988년: 국가안전기획부 부장(부총리 급)
- 1986~1988년: 변호사 개업 (태평양합동법률사무소)
- 1985~1986년: 게이오기주쿠 대학 법과대 교환교수
- 1982~1985년: 제33대 법무부 장관
- 1982년: 법무부 연수원 원장(고등검사장)
- 1981~1982년: 광주고등검찰청 검사장(고등검사장)
- 1981년: 대검찰청 차장검사(고등검사장)
- 1980~1981년: 법무부 검찰국장(검사장)
- 1979~1980년: 광주지방검찰청 검사장
- 1978~1979년: 대구지방검찰청 차장검사(고등검찰관)
- 1976~1978년: 서울지방검찰청 성북지청 지청장(고등검찰관)
- 1974~1976년: 서울지방검찰청 형사제1부 부장검사(고등검찰관)
- 1973~1974년: 서울지방검찰청 부장검사(고등검찰관)
- 1971~1973년: 서울지방검찰청 성동지청 부장검사(고등검찰관)
- 1968~1971년: 법무부 법무실 송무과장(검사)
- 1968년: 대구지방검찰청 검사
- 1964~1967년: 서울지방검찰청 검사
- 1960~1964년: 부산지방검찰청 검사
- 1959~1960년: 청주지방검찰청 검사
- 1958~1959년: 서울지방검찰청 검사
- 1957~1958년: 서울지방검찰청 사법관 시보
- 1956년: 제8회 고등고시 사법과 합격

## 같이 보기
- 제5공화국